# Pelorde
Pelorde es una entidad de población española de la parroquia de Pesoz, perteneciente al municipio del mismo nombre, en la comunidad autónoma de Asturias.

## Historia
Hacia mediados del siglo XIX, el lugar, ya por entonces perteneciente a Pesoz, tenía contabilizada una población de 132 habitantes. Aparece descrito en el duodécimo volumen del Diccionario geográfico-estadístico-histórico de España y sus posesiones de Ultramar de Pascual Madoz con las siguientes palabras:

PELORDE: l. en la prov. de Oviedo, ayunt. y felig. de Santiago de Pesoz (V.). pobl.: 28 vec., 132 almas.
(Madoz, 1849, p. 762)

En 2023, la entidad singular de población, encuadrada dentro de la entidad colectiva de Pesoz, tenía empadronados doce habitantes y el núcleo de población, también doce.